# Silver Plume
Silver Plume es un pueblo ubicado en el condado de Clear Creek en el estado estadounidense de Colorado. En el año 2010 tenía una población de 170 habitantes y una densidad poblacional de 283,33 personas por km².

## Geografía
Silver Plume se encuentra ubicada en las coordenadas 39°41′45″N 105°43′34″O / 39.69583, -105.72611.

## Demografía
Según la Oficina del Censo en 2000 los ingresos medios por hogar en la localidad eran de $35,208, y los ingresos medios por familia eran $41,667. Los hombres tenían unos ingresos medios de $33,750 frente a los $23,438 para las mujeres. La renta per cápita para la localidad era de $18,880. Alrededor del 25.3% de la población estaba por debajo del umbral de pobreza.